# Zbigniew Witek

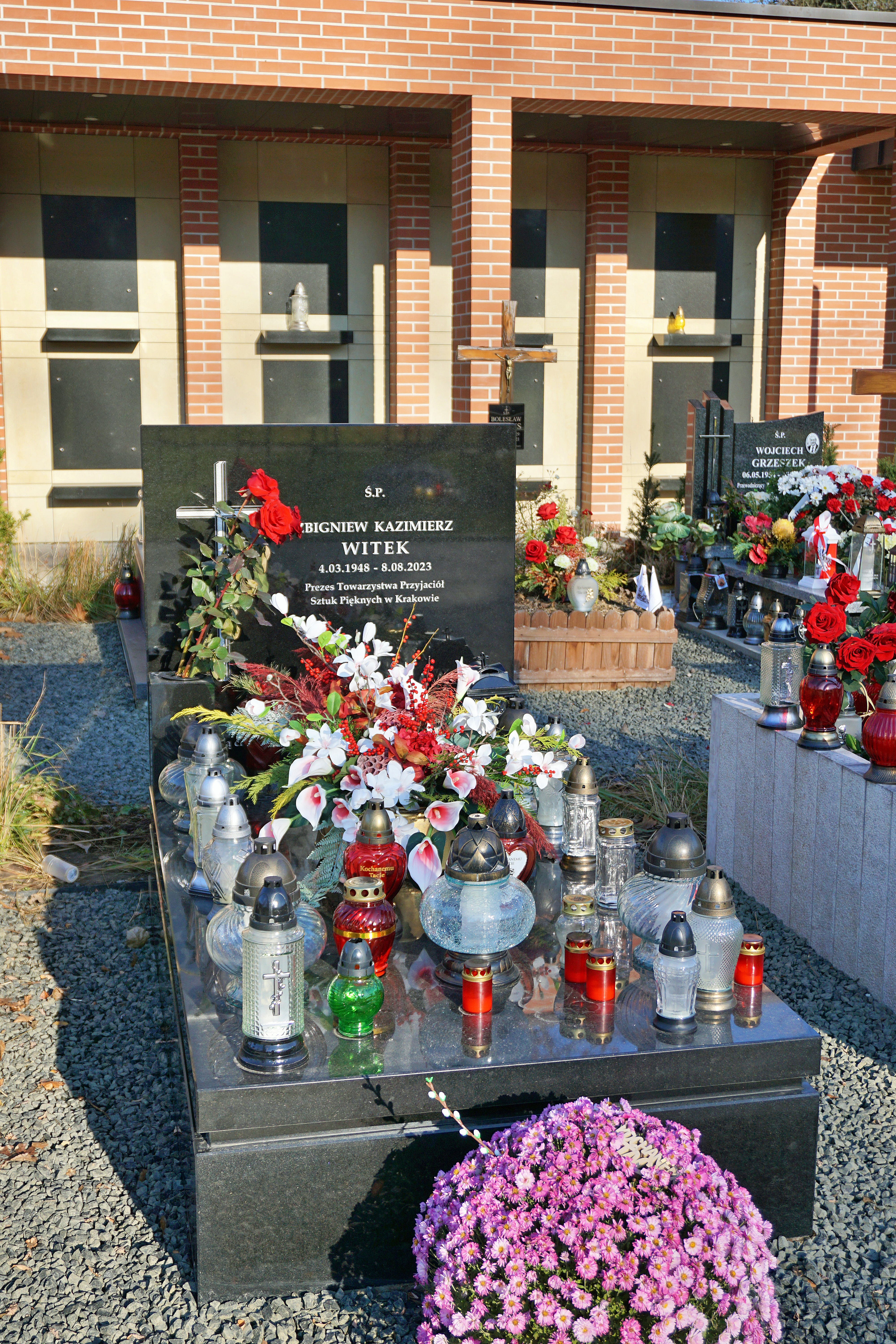
Grób Zbigniewa Witka na cmentarzu wojskowym przy ul. Prandoty w Krakowie

Zbigniew Kazimierz Witek (ur. 4 marca 1948 w Wieluniu, zm. 8 sierpnia 2023 w Krakowie) – polski inżynier.

## Życiorys
Absolwent i w latach 1972–2004 pracownik naukowy Wydziału Elektrycznego Akademii Górniczo-Hutniczej, od 1996 XIV prezes Towarzystwa Przyjaciół Sztuk Pięknych w Krakowie, od 1997 założyciel i dyrektor Instytutu Badań Dokumentacji i Poszukiwań Dzieł Sztuki im. Karola Estreichera, profesor kontraktowy w Wyższej Szkole Handlowej w Krakowie.

## Odznaczenia
- Krzyż Kawalerski Orderu Odrodzenia Polski

## Publikacje
- Dokumenty strat kultury polskiej pod okupacją niemiecką 1939–1944 z archiwum Karola Estreichera (Cultural Losses of Poland during the German Occupation 1939–1944. Dokuments  from  the  Archives of Karol Estreicher), Wyd. Towarzystwo Przyjaciół Sztuk  Pięknych w Krakowie, Kraków 2003, ss. 937, il.
- Straty kultury polskiej pod okupacją niemiecką 1939–1944 wraz z oryginalnymi dokumentami grabieży (Cultural Losses of Poland during the German occupation 1939–1944 with original documents of the looting,  Wyd.  Towarzystwo Przyjaciół Sztuk Pięknych w Krakowie, Kraków 2003, ss. 854, il.(wersja elektroniczna);
- Dariusz Matelski, Grabież  i  restytucja  polskich  dóbr kultury od czasów nowożytnych do współczesnych, t. I–II. Książka dedykowana prof. Karolowi Estreicherowi jr. w setną rocznice urodzin - w hołdzie. Przedmowa Zbigniew Kazimierz Witek. Wydawca: Pałac Sztuki Towarzystwa Przyjaciół Sztuk Pięknych w Krakowie, Kraków 2006, ss. 1287, il., mapy, tabele, 157 barwnych dokumentów.
- Burzliwe dzieje Ołtarza Mariackiego Wita Stwosza wg Profesora Karola Estreichera jr. Red. Zbigniew Kazimierz Witek, Kraków 2007, ss. 40, płyta CD, płyta DVD (przedruk w: Otwarcie i poświęcenie Muzeum Rodu Estreicherów, Strat Kultury i Rewindykacji w willi prof. Karola Estreichera jr. 29 kwietnia 2009 r. godz. 1630 w XXV rocznicę śmierci Profesora – folder. Wydawca: Towarzystwo Przyjaciół Sztuk Pięknych w Krakowie. Red. Zbigniew Kazimierz Witek, Kraków 2009, ss. 40, 2 płyty DVD pt. Ród Estreicherów).
- Zbigniew Kazimierz Witek, Karol Estreicher (1906–1984). Tom II (Losy spuścizny), Kraków 2007.